# Літня Універсіада 2027
Літня універсіада 2027 стане 33-ми за ліком всесвітніми мультиспортивними іграми серед студентів, що прийматиме Південна Корея.
Змагання проходитимуть на спортивних об'єктах, розміщених у провінціях Північна Чхунчхон та Південна Чхунчхон, а також містах Седжон та Теджон, на території історичної провінції Чхунчхон.

## Вибір міста
Про надання Південній Кореї права проводити змагання було оголошено 12 листопада 2022.
За право проводити Літню універсіаду південнокорейська сторона змагалась із американським штатом Північна Кароліна.

## Види спорту
Змагання відбудуться у 18 видах спорту:
- Баскетбол (детальніше)
- Бадмінтон (детальніше)
- Веслування (детальніше)
- Вітрильний спорт (детальніше)
- Водне поло (детальніше)
- Волейбол (детальніше)
- Гімнастика спортивна (детальніше)
- Гімнастика художня (детальніше)
- Дзюдо (детальніше)
- Легка атлетика (детальніше)
- Плавання (детальніше)
- Стрибки у воду (детальніше)
- Стрільба з лука (детальніше)
- Теніс  (детальніше)
- Теніс настільний (детальніше)
- Тхеквондо (детальніше)
- Фехтування (детальніше)
- Футбол (детальніше)

## Медальний залік
| Місце               | Країна              | Золото | Срібло | Бронза | Загалом |
| ------------------- | ------------------- | ------ | ------ | ------ | ------- |
| Загалом (0 збірних) | Загалом (0 збірних) | 0      | 0      | 0      | 0       |